# Asahi (Nagano)
Asahi (朝日村 Asahi-mura?) es una villa en la prefectura de Nagano, Japón, localizada en la parte central de la isla de Honshū, en la región de Chūbu. El 1 de marzo de 2021 tenía una población estimada de 4260 habitantes y una densidad de población de 60 personas por km².

## Geografía
Asahi se encuentra en la parte central de la prefectura de Nagano, dentro de la cuenca de Matsumoto. El monte Hachimori (2446 metros) es la elevación más alta de la villa.

## Historia
Durante el período Edo, el área de la actual Asahi era parte de las propiedades del dominio Matsumoto en la antigua provincia de Shinano, con una porción mantenida por el dominio Takatō. La villa de Asahi se estableció el 1 de abril de 1889.

## Demografía
Según los datos del censo japonés, la población de Asahi se ha mantenido relativamente estable en los últimos 50 años.
| Gráfica de evolución demográfica de Asahi entre 1940 y 2015 |
|                                                             |
| Oficina de Estadística de Japón                             |